# دفتر خزن الطوابع
دفتر جمع الطوابع، أو دفتر التخزين هي دفاتر خزن يستخدمها هواة جمع الطوابع لتخزين طوابع البريد ووضعها في جيوب ملصقة على صفحات لسهولة العرض. يمكن تخزين مواد هواة جمع الطوابع البريدية الأخرى، مثل مجموعة اللوحات والأوراق التذكارية والأغلفة وأوراق الرسائل وما إلى ذلك، في دفاتر التخزين.

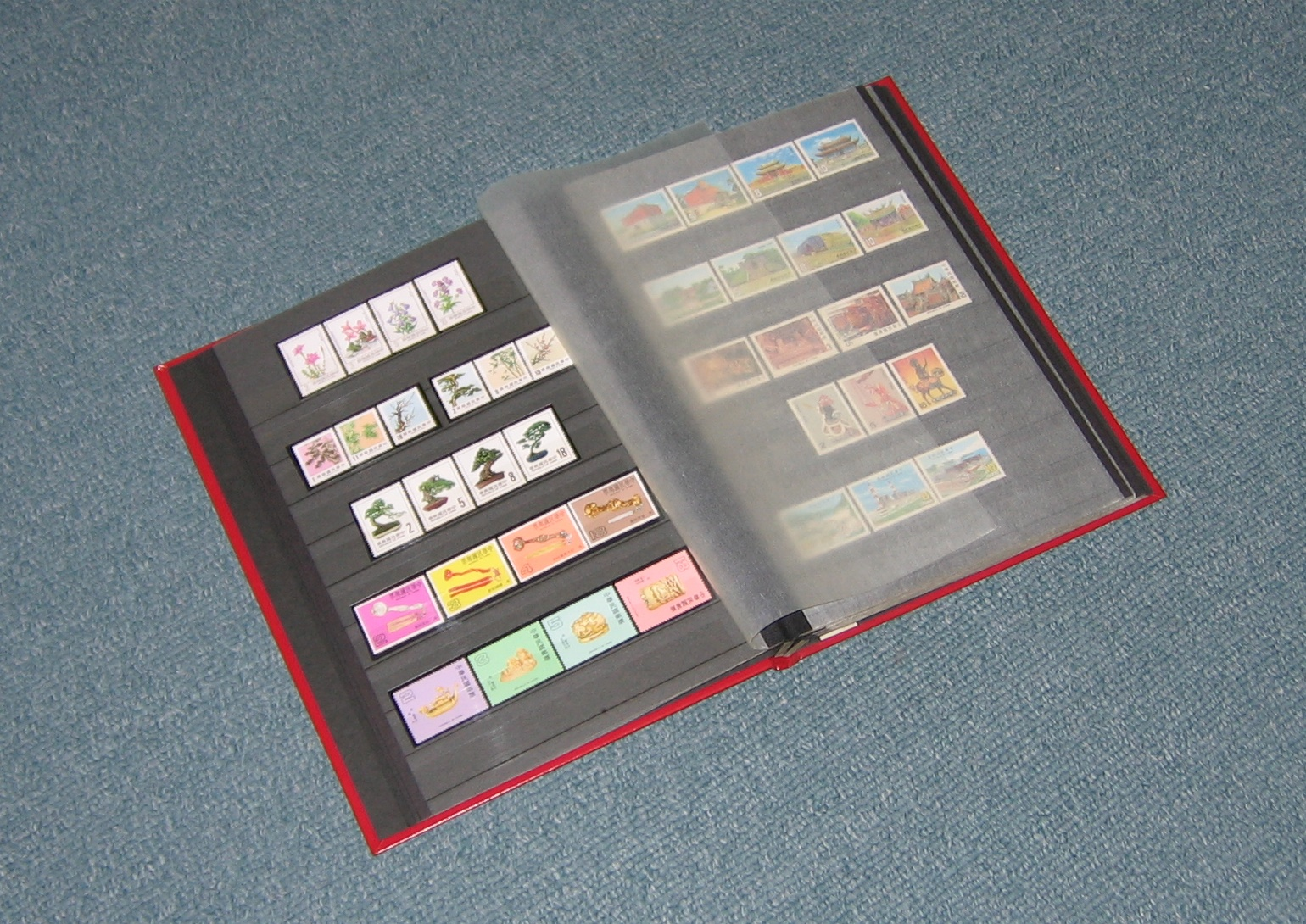
دفتر مخزون تقليدي يحتوي على 10 شرائط أفقية للطوابع

.

## المكونات
تتكون الدفاتر من عدد من الصفحات الصلبة، مكونة من جيوب أفقية من ورق المانيلا أو ورق زجاجي أو غشاء شفاف، توضع في الجيوب الطوابع. يمكن لهواة جمع الطوابع أن يضعوا الطوابع جنباً إلى جنب في صف واحد أو يمكن أن تتداخل الطوابع عندما لا يكون العرض الفردي ضرورياً. وعادةً ما تكون الصفحات، التي عادةً ما تكون مزدوجة الوجه، مُجلدة في شكل كتاب. وتتألف الأحجام الأكثر شيوعًا من 4 إلى 32 صفحة على الوجهين مع كل صفحة مشبوكة بورقة زجاجية أو ورقة شفافة لمنع تلامس الطوابع على الصفحات المتجاورة.
كما هو الحال مع معظم القرطاسية، تشير معظم الشركات المصنعة إلى عدد الجوانب في الدفتر وليس إلى عدد الصفحات، لذا فإن الدفتر المعلن عنه على أنه "دفتر من 16 صفحة" يحتوي على 8 صفحات من الورق المقوى على الوجهين.

## صفحات دفتر الطوابع
يحتاج بعض هواة جمع الطوابع إلى مرونة أكبر مما يسمح بهِ دفتر الطوابع المجلد، لأن نقل الطوابع الفردية من صفحة إلى أخرى قد يستغرق وقتًا طويلاً وقد يتسبب في تلفها. وتنتج العديد من الشركات المصنعة صفحات مخزون فردية يمكن إدراجها في مجلدات ذات أوراق فضفاضة. وعادةً ما تُباع صفحات المخزون في حزم من عدة أوراق مكونة من 5 أو 10 أوراق في الحزمة الواحدة.

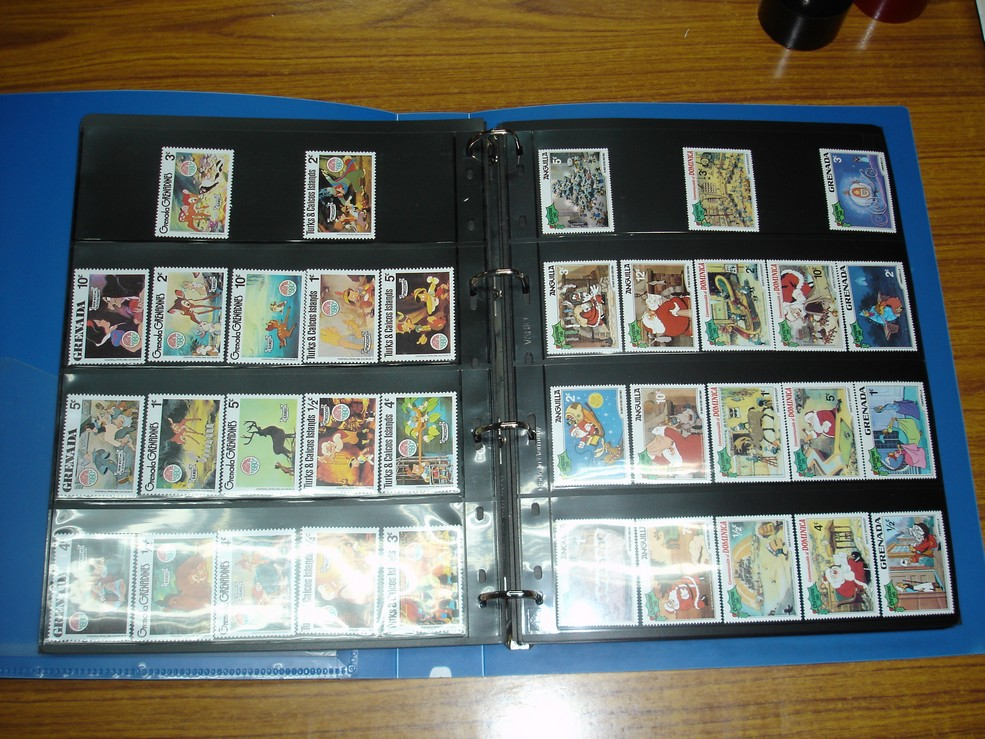
غلاف حلقي من الصفحات ذات الأوراق السائبة - مع أكياس عميقة تجعل التشعيب غير ضروري وتحمل الطوابع بإحكام تام

تُصنع صفحات المخزون من اللدائن أو البطاقات السميكة. وفي كلتا الحالتين تحتوي على جيوب شفافة على أحد الجانبين أو كلا الجانبين. هذه الجيوب مثبتة على ثلاثة جوانب مع فتح الجانب العلوي لإدخال الطوابع.
في بعض الأوراق تكون الجيوب متصلة بالصفحة من جانب واحد فقط، وهو الجانب السفلي. وتُترك الجوانب غير مثبتة بحيث يمكن رفع الجيب لفتحه لوضع طابع أو قطعة من الطوابع. يقلل هذا الترتيب من فرصة حدوث تلف، حيث إنه على عكس ما يحدث في الصفحات المرفقة بثلاثة جوانب، لا يتم إدخال الطوابع أو دفعها في الجيب.

## المزايا والعيوب
- مع الحصول على المزيد من الطوابع يمكن إعادة ترتيبها بسهولة.[4]
- ليست هناك حاجة إلى استخدام مفصلات الطوابع.[4]
- ليس من الضروري وجود فجوات كبيرة،[4] كما قد يحدث في ألبوم الطوابع الذي يحتوي على مساحات ثابتة لكل طابع معين.
- لا توجد مساحة لكتابة الملاحظات، فبعض هواة جمع الطوابع يكتبون ملاحظاتهم على قطعة من الورق ويدرجونها خلف الطابع أو في صف مجاور.[5]
- الطوابع غير مثبتة بحيث يمكن أن تسقط أو تنزاح إذا سقطت أو ارتطمت بقوة.[6]
- دفاتر المخزون أقل ملاءمة للعرض لأن الطوابع يمكن أن تسقط أو يساء التعامل معها.

## الشركات المصنعة
تشمل الشركات المصنعة لدفاتر المخزون وصفحات المخزون مجموعة ستانلي غيبونز ولايتهاوس وليندنر وبرينز وساف وسوبر سيف وسوبر سيف وجي آند كي ودافو وشوبيك وشوبك وفيرا تريندر ومالتي ماستر ويوني سيف وكليماكس وكليماكس وكومباس وإورباسا ورابد وهاجنر.

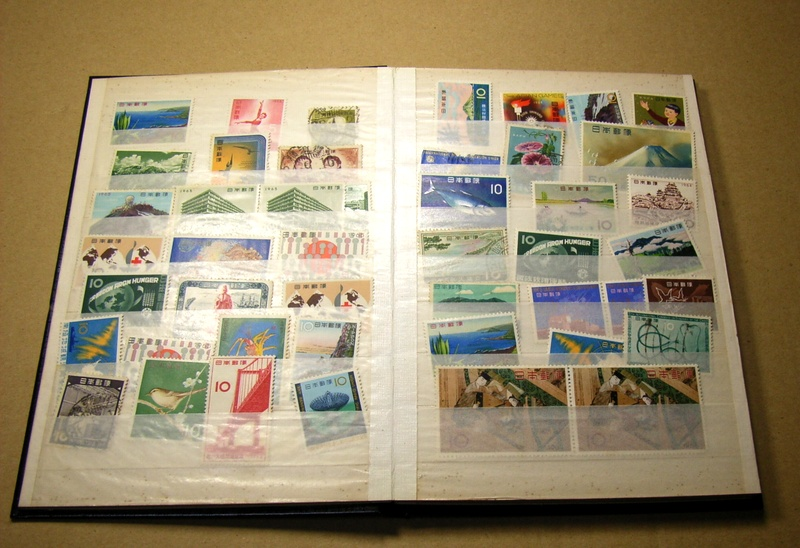
دفتر تخزين دون تشفير بين الصفحات
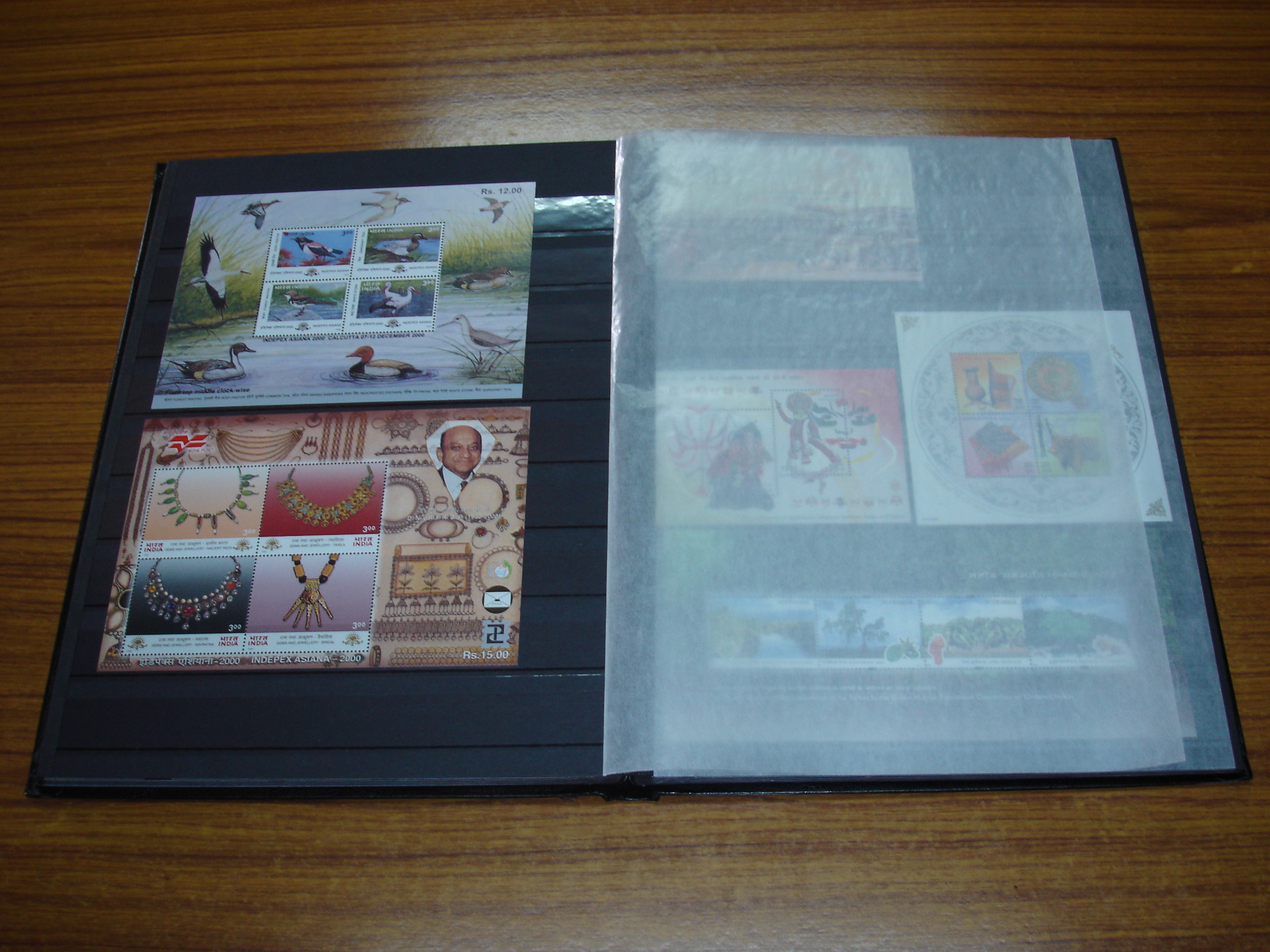
دفتر تخزين تقليدي مع تشفير زجاجي يحتوي على أوراق مصغرة
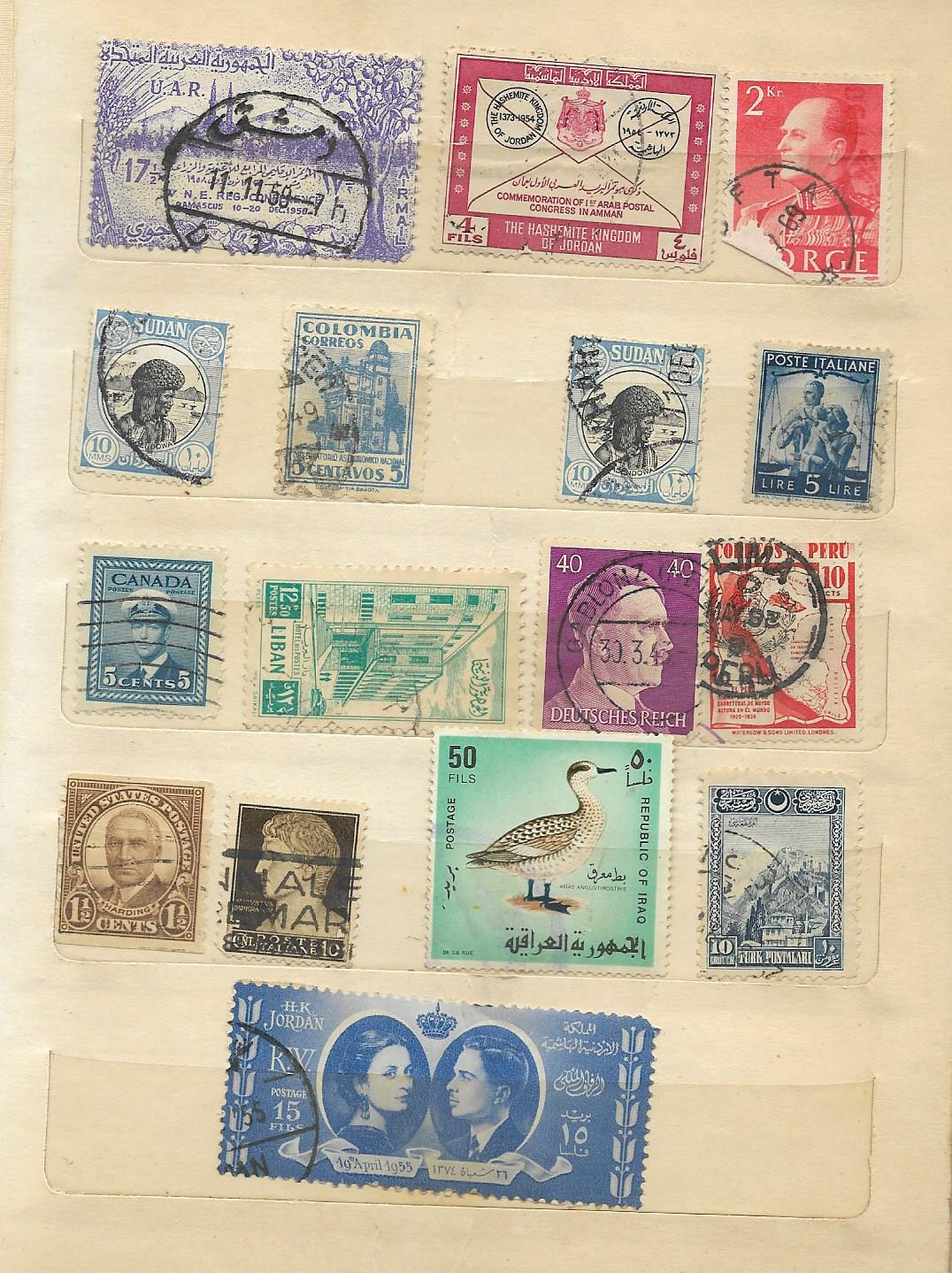
دفتر تخزين
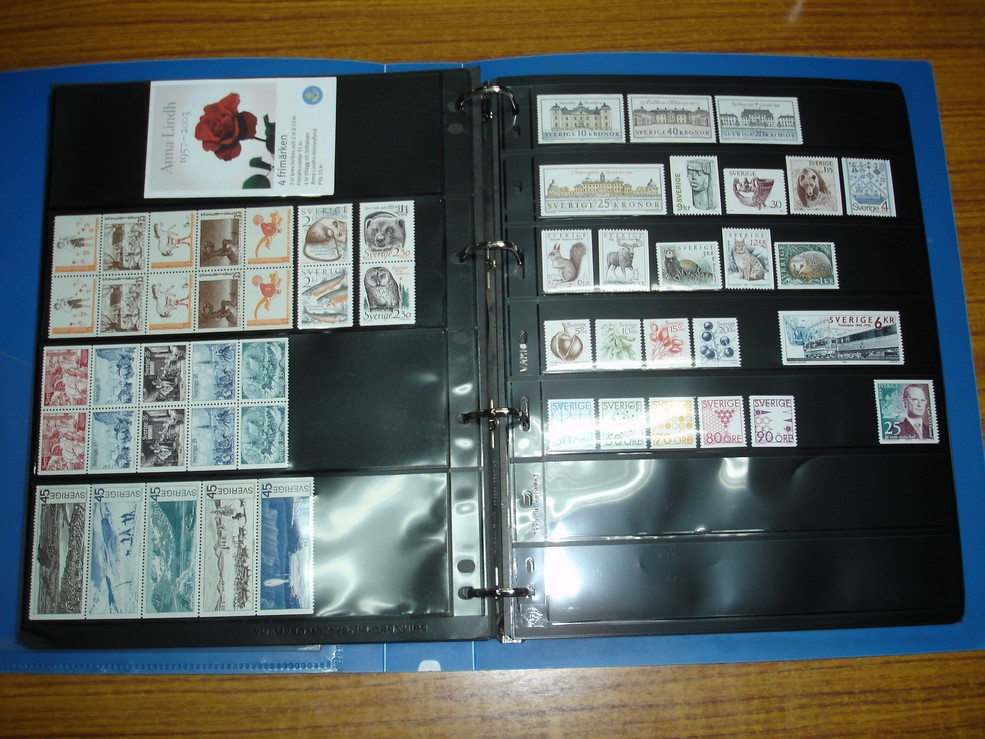
غلاف حلقي من الصفحات ذات الأوراق السائبة لتخزين كتيبات الطوابع وأجزاء الكتيبات
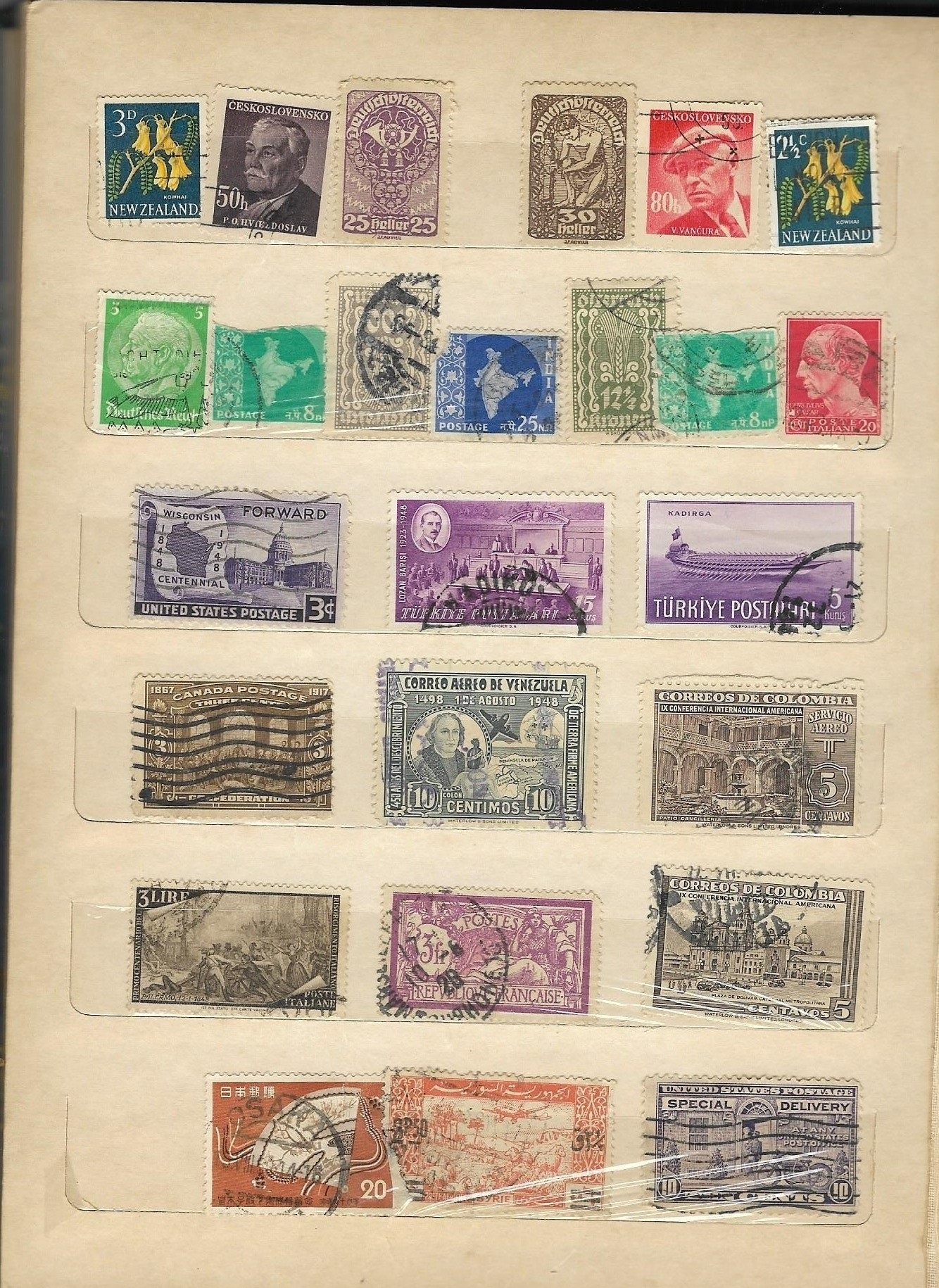
دفتر تخزين
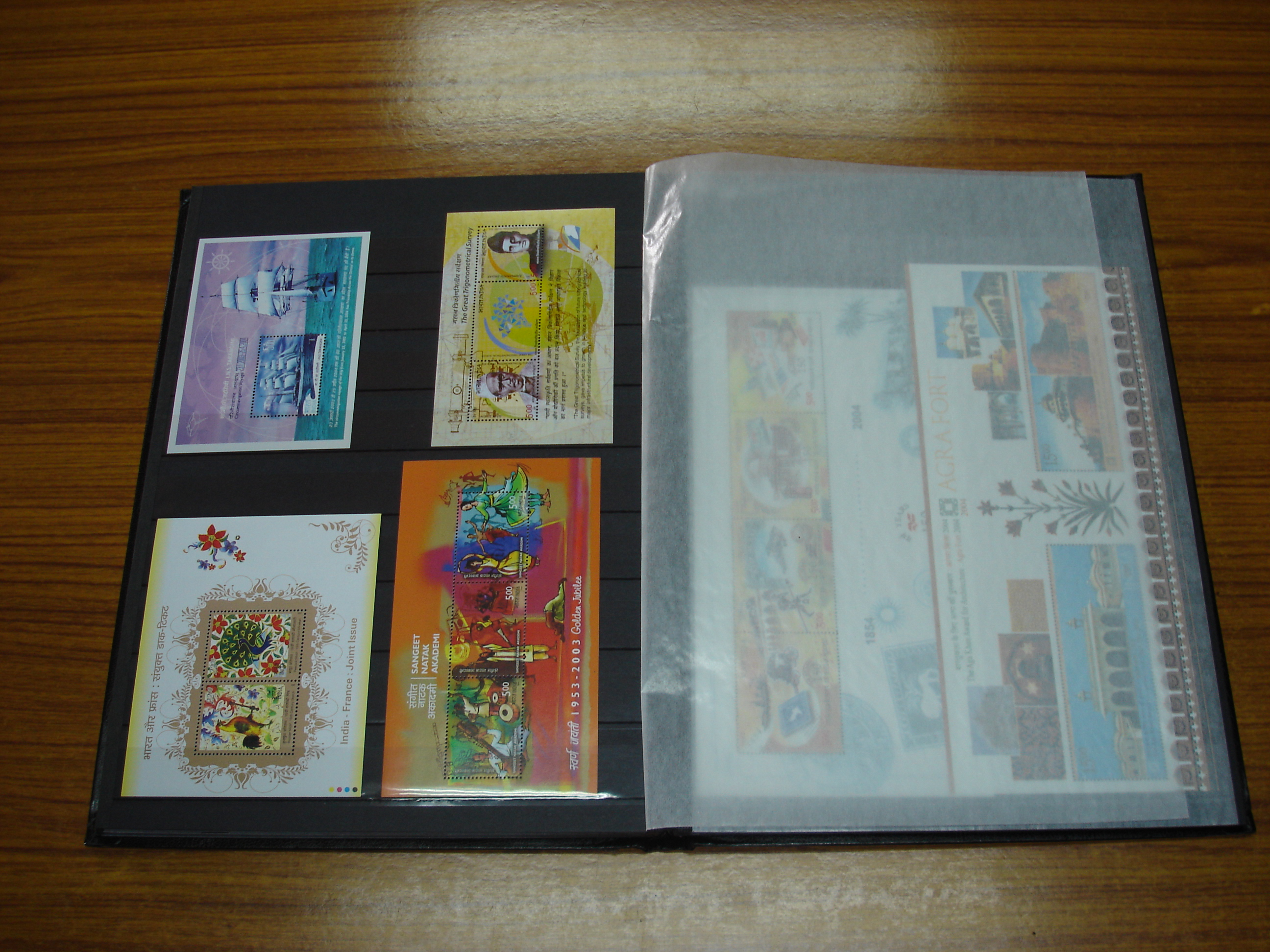
دفتر تخزين